# What Kind of Fool (Heard All That Before)
What Kind of Fool (Heard All That Before) è un brano musicale della cantante australiana Kylie Minogue, pubblicato nel 1992 come singolo estratto dal suo Greatest Hits. La canzone è stata prodotta da Mike Stock e Pete Waterman e scritta dagli stessi con Kylie Minogue.

## Tracce
CD
1. What Kind of Fool (Heard All That Before)
2. What Kind of Fool (Heard All That Before) [No Tech No Logical Remix]
3. What Kind of Fool (Heard All That Before) [Tech No Logical Remix]
4. Things Can Only Get Better [Original 7" Mix]

7"
1. What Kind of Fool (Heard All That Before)
2. Things Can Only Get Better [Original 7" Mix]

12"
1. What Kind of Fool (Heard All That Before) [No Tech No Logical Remix]
2. What Kind of Fool (Heard All That Before) [Tech No Logical Remix]
3. Things Can Only Get Better [Original 12" Mix]